# Clarence Pettersen
Clarence Pettersen (né le 25 juillet 1952 et mort à Flin Flon le 28 mars 2018) est un homme politique canadien, il est élu à l'Assemblée législative du Manitoba lors de l'élection provinciale de 2011 Il représente la circonscription de Flin Flon en tant qu'un membre du Nouveau Parti démocratique du Manitoba.